# Sidi Aoun
Sidi Aoun è un comune dell'Algeria, situato nella provincia di El Oued.